# Jan Cornelis van Limbeek
Jan Cornelis van Limbeek (Schoonhoven, 1 december 1783 - Schoonhoven, 28 maart 1848) was een Nederlandse burgemeester.

## Leven en werk
Van Limbeek was een zoon van Jan van Limbeek en Maria Harlingh, hij wordt wel vermeld als 'Jan van Limbeek junior'. Van Limbeek was houtkoper en timmerman in Schoonhoven. Als timmerman bouwde hij onder andere een wipmolen buiten Haastrecht, ter vervanging van een molen die in 1817 in vlammen opging. Deze 'molen van Hol' is tegenwoordig een rijksmonument.
In 1823 werd Van Limbeek voor de eerste keer burgemeester van Schoonhoven. In die tijd had de stad, net als veel andere gemeentes, een driemanschap van burgemeesters. Bij de omvorming van het gemeentebestuur in 1824, waarbij slechts een burgemeester overbleef, bleef zijn collega Johannes van Koetsveld van Ankeren zitten en Van Limbeek werd wethouder. In 1838 werd hij opnieuw burgemeester, als opvolger van Koetsveld van Ankeren. Hij trad af in januari 1843. Hij werd pas in 1846 als burgemeester opgevolgd door De Kruijff.
Van Limbeek overleed in 1848 op 64-jarige leeftijd.